# Luigi Allemandi
Luigi Allemandi (8 de novembre de 1903 - 25 de setembre de 1978) fou un futbolista italià de la dècada de 1930.
Fou 24 cops internacional amb la selecció italiana amb la qual participà en la Copa del Món de futbol de 1934.
Pel que fa a clubs, defensà els colors de Juventus F.C., FC Internazionale Milano, AS Roma, S.S.C. Venezia i S.S. Lazio.